# مسيح علي نجاد
معصومة «مسيح» علي نجاد قمي  (بالفارسية: مسیح علی‌نژاد) (من مواليد 11 أيلول/سبتمبر 1976 في قمي كلا بشهرستان بابل) هي معلِّقة وصحفية وناشطة حقوقيّة أمريكية إيرانية. تعمل نجاد حاليًا كمقدمة ومنتجة في صوت أمريكا (شبكة الأخبار الفارسية)، كما أنها مراسِلة لإذاعة فاردا، وإحدى المساهمات في تلفزيون منوتو فضلًا عن كونها محررة مساهمة في موقع إيرانواير.
عُرفت نجاد بانتقادها الشديد للنظام الإيراني، حيث تعملُ على فضح كلّ الانتهاكات التي يرتكبها في حقّ الشعب الإيراني كما تقول. تعيشُ نجاد في المنفى في مدينة نيويورك وقد فازت بعدة جوائز، بما في ذلك جائزة الأمم المتحدة في مجال حقوق الإنسان من مؤتمر قمّة جنيف لعام 2015، وجائزة أوميد للصحافة من مؤسسة مهدي سمسار، وجائزة الامتياز الإعلامي رفيع المستوى من آيه آي بي.

## المسيرة المهنيّة

### البداية
وُلدت نجاد باسم معصومة علي نجاد لكنها استخدمت الاسم الأول «مسيح» – وهو لقب عيسى/يسوع في الإسلام والمسيحيّة – كاسمها الأول. كانت نجاد ناشطة سياسية منذ صغرها وقد اعتُقلت في العام 1994 بسبب إنتاجها منشورات تنتقدُ فيها الحكومة. بدأت نجاد حياتها المهنية في مجال الصحافة في العام 2001 مع صحيفة هامباستيقي المحليّة اليومية، ثم عملت لدى وكالة أنباء العمال الإيرانية. خلال البرلمان السادس والسابع، كانت علي نجاد مراسلة برلمانية، ثمّ كتبت في العام 2005 مقالًا يوحي بأن وزراء الحكومة قد ادَّعُوا تخفيض أجورهم مع أنهم في الواقع يتلقون مبالغ كبيرة من المال كمكافآت على كلّ شيء من خدمة الواجبات الدينية. أثارت المقالة الكثير من الجدل، وأدت إلى فصلها من عملها الصحفيّ في البرلمان. تخرجت نجاد في العام 2011 في تخصّص الاتصالات والإعلام والثقافة من جامعة أكسفورد بروكس.

### النشاط على الإنترنت

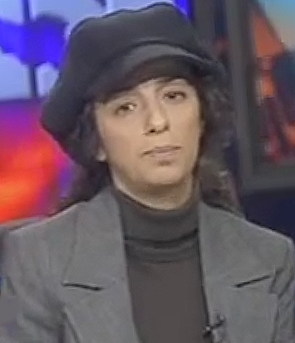
نجاد قبل تخلّيها عن الحجاب بعد الهجرة إلى الولايات المتحدة

أطلقت نجاد في عام 2014 صفحة حريتي المسترقة (المعروفة أيضًا باسم حريات الإيرانيات المسترقة) على فيسبوك تدعو فيها الإيرانيات إلى نشر صور لأنفسهنّ دون حجاب. جذبت الصفحة الاهتمام الدولي بسرعة وحصلت على مئات الآلاف من الإعجابات.
منحتها قمة جنيف لحقوق الإنسان والديمقراطية، التي تديرها الأمم المتحدة في العام الموالي جائزة حقوق المرأة الخاصة بها لكونها «صوت من لا صوت لهم ولتحريكها ضمير الإنسانية لدعم نضال النساء الإيرانيات من أجل حقوق الإنسان الأساسية والحرية والمساواة.»
صرَّحت نجاد في وقتٍ ما بأنها لا تُعارض الحجاب، لكنها تعتقد أنه يجب أن يكون مسألة اختيار شخصي على عكس ما هو قائمٌ في إيران حيث تُهدد النساء اللائي يظهرنَ في الأماكن العامة بدون الحجاب بالاعتقال.

### صوت أمريكا
بدأت نجاد عام 2015 العمل مع صوت أمريكا (الخدمة الفارسية)، حيث قدَّمت عرضًا أسبوعيًا مدته 15 دقيقة حمل عنوان «تابلت» من إنتاج سامان أربابي. يعرضُ البرنامج فيديو مُصوَّر من داخل إيران يظهرُ فيه في العادة مواطنون عاديون (يُشوَّش على وجوههم أحيانًا لمنع السلطات الإيرانيّة لمنع السلطات الإيرانيّة من التعرف على هويّاتهم) يُجرون مقابلات قصيرة حول مواضيع مشتركة مع مواطنين من الولايات المتحدة في الغالب حيثُ يجري توضيح التجارب المتشابهة والمختلفة على حد سواء. يحتوي البرنامج أيضًا على تقرير زمني أسبوعي يتتبع تطور قضايا مثل حقوق المرأة والعلاقات بين واشنطن وطهران.

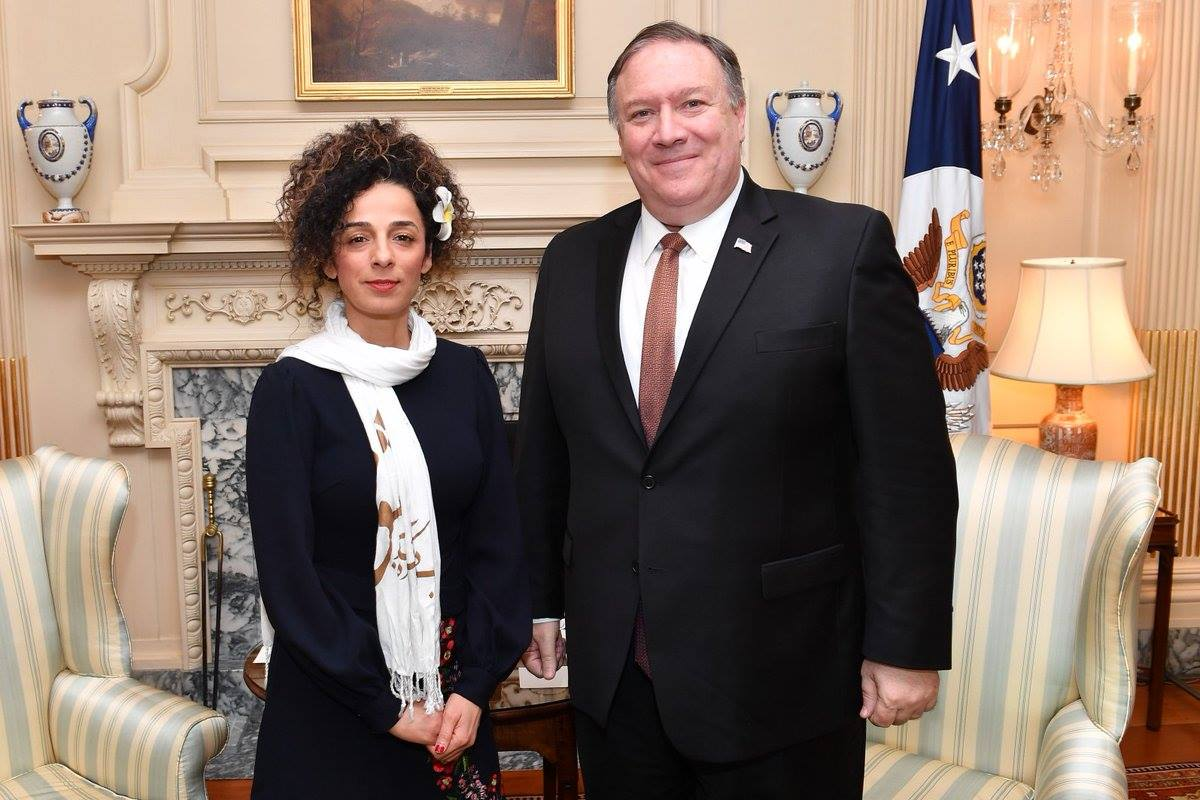
علي نجاد في لقاء مع وزير الخارجية الأمريكي مايك بومبيو في الرابع من شباط/فبراير عام 2019

## النشاط

### مقاطعة بطولة الشطرنج
أطلقت علي نجاد في عام 2016 حملة مقاطعة ضد بطولة العالم للشطرنج للسيدات (نسخة عام 2016) التي أُقيمت في شباط/فبراير 2017 في العاصمة الإيرانيّة طهران. اشتهرت الحملة أكثر بعدما دعمها نازي بايكيدز لاعب الشطرنج الأمريكي الجورجي، فرفضت بايكيدزه وهي لاعبة غير إيرانية حضور بطولات العالم في طهران لأنه وفقًا للقانون الإيراني توجَّب على اللاعبات ارتداء الحجاب. أيَّدت علي نجاد ما قامت به بايكيدزه بل دعمتها ثمّ شاركت في كتابة مقال رأي مع إسراء نعماني في صحيفة الواشنطن بوست.

### اللقاء مع مسؤولي إدارة ترامب
التقت مسيح علي نجاد في شباط/فبراير من عام 2019 بالمسؤول البارز في إدارة الرئيس الأمريكي آنذاك دونالد ترامب مايك بومبيو. قال نائب المتحدث باسم وزارة الخارجية الأمريكية روبرت بالادينو عقبَ اللقاء إنّ وزير الخارجية بومبيو شكر السيدة علي نجاد على شجاعتها وتفانيها المستمر. قالت علي نجاد إنهما التقيا لمدة 35 دقيقة وسلَّطت الضوء في المقابلة على ثلاثة مجالات: أولًا وهي رغبة الكثير من الإيرانيين في نهاية الجمهورية الإسلامية الإيرانيّة ومحاولة سماع أصوات المعارضة، فيما حثت كنقطة ثانيّة المجتمع الدولي على التركيز على 40 عامًا من انتهاكات النظام الإيراني لحقوق الإنسان، وراجعت في النقطة الثالثة مع بومبيو حظر السفر الذي أصدرته إدارة ترامب والذي قالت إنه يُؤذي نشطاء حقوق الإنسان والطلاب وليس النظام نفسه. جادل الصحفي آزاده مافيني بأنَّ إدارة ترامب قد استغلت الحركة النسوية في إيران وخاصّة حينما وصفت علي نجاد بـ «القائدة البارزة» في هذا الإطار.

## رد فعل النظام الإيراني

### اعتقال أفراد أسرتها
اعتقلت قوات أمن الجمهورية الإسلامية الإيرانيّة في الثالث والعشرين من أيلول/سبتمبر 2019 ثلاثة من أفراد عائلة علي نجاد وذلك انتقامًا لنشاطها في مجال حقوق المرأة وفقًا لمنظمة العفو الدولية. لقد اعتقلت السلطات الإيرانيّة شقيق مسيح علي نجاد وهو علي رضا علي نجاد في العاصمة طهران، بينما اعتقل مسؤولون من وزارة المخابرات هادي وليلى لطفي شقيق وشقيقة زوجها السابق ماكس لطفي في مدينة بابول الشماليّة. بدأ منذ ذلك الحين بعضٌ من أفراد أسرة نجاد في الحديث بنوعٍ من الصراحة عن انتقادهم لعمل علي نجاد، فيما أكّدت الأخيرة أن عائلتها أُجبرت على قول مثل هذه الأشياء من قِبل الحكومة الإيرانية.

### محاولة الخطف
كشفت وزارة العدل الأمريكية في تموز/يوليو من عام 2021 عن مؤامرة تورَّطَ فيها أربعةٌ من مسؤولي المخابرات الإيرانية ومساعد خامس كانوا يُخطِّطُون لخطف صحفيّة مقيمة في نيويورك وكذلك شخص في المملكة المتحدة وثلاثة آخرين في كندا لمعارضتهم النظام الإيراني. تبيَّن في وقتٍ لاحقٍ من نفس الشهر أنَّ علي نجاد كانت من بين المستهدفَين، حيث حاول «المتآمرون» استدراجها إلى بلد ثالث خطَّطوا فيه لمباشرة عملية الاختطاف من هناك.

## محاولة اغتيالها
أقرّ خالد مهدييف البالغ من العمر 27 عاما بانتمائه إلى جماعة روسية للجريمة المنظمة، عن محاولته قتل الصحفية والناشطة الأميركية من أصل إيراني مسيح علي نجاد ذلك خلال شهادة أدلى بها في محاكمة شريكيه المتهمين رأفت أميروف وبولاد عمروف، في المحكمة الاتحادية بمانهاتن.
وذلك بناء على حدث وقع في 28 يوليو 2022، مع اقتربه من منزل علي نجاد في بروكلين، ونظره من خلال النوافذ وحاول فتح الباب الأمامي، حيث تم القبض عليه في بروكلين عام 2022، وبحوزته بندقية كلاشنيكوف وقناع تزلج داخل سيارته، وكان يستعد لتنفيذ مخطط الاغتيال. وبحسب ممثلي الادعاء موّلت الحكومة الإيرانية عملية الاغتيال بمبلغ 500 ألف دولار، حيث تم تكليف أميروف وعمروف بتدبير العملية وأن المتهمين كانا يعملان كقتلة مأجورين لصالح الحكومة الإيرانية، وكادت الصحفية أن تُقتل بالرصاص في شوارع نيويورك". من جانبهم دافع المتهمان أميروف (45 عامًا) وعمروف (40 عامًا) على براءتهما، في حين شكك محاموهما في مصداقية شهادة مهدييف، واصفينه بأنه "قاتل وكاذب". وأكد مهدييف خلال شهادته أنه تورط في عمليات قتل واختطاف وابتزاز على مدار عقد في موطنه أذربيجان، وأنه علم أن الصحفية كانت المستهدفة في المخطط وأنه يتعاون مع السلطات بعد إقراره بالذنب في تهم الشروع في القتل وحيازة سلاح ناري، ويواجه عقوبة لا تقل عن 15 عامًا في السجن.
ولم يصدر تعليق فوري من البعثة الإيرانية لدى الأمم المتحدة، لكن طهران كانت قد نفت في وقت سابق صحة مزاعم مماثلة تتعلق بمحاولة خطف الصحفية عام 2021.

## الكتب
نُشرت مذكرات نجاد في كتاب حمل عنوان الريح في شعري (بالإنجليزية: The Wind in My Hair) وهو الكتاب الذي نُشر فعام 2018 من قِبل ليتل براون. تحدثت نجاد في مذكراتها عن رحلتها من قرية صغيرة في شمال إيران إلى أن تُصبح صحفية وتنشئ حركة على الإنترنت أثارت احتجاجات وطنيّة ضد الحجاب الإلزامي في إيران.
نشرت علي نجاد في المُجمل أربعة كتبٍ باللغة الفارسيّة هي:
- تهسون: هو كتابٌ يصفُ الاضطرابات والتحديات السياسية التي نشأت عندما حصل إضرابٌ خلال البرلمان الإيراني السادس.
- تاج خار (تاج الشوك): هي روايةٌ تتحدث عن شغف المسيح (ومنه استوحت اسمها الأول) وتاج الأشواك الموضوعة على رأسه من قبل الروم.
- أنا حرة: هو كتابٌ تتحدث فيه عن قضايا المرأة في إيران. نُشر الكتاب في ألمانيا بسبب حظر وزارة الثقافة والإرشاد الإسلامية الإيرانية له.
- غارار سابز (ملتقى أخضر): هو كتابٌ آخر تتحدث فيه نجاد عن العنف الانتخابي الرئاسي بعد انتخابات عام 2009. نُشر الكتاب في ألمانيا أيضًا وذلك بسبب حظر وزارة الثقافة والإرشاد الإسلامية الإيرانية له.

## وصلات خارجية
- الريح في شعري
- الموقع الرسمي نسخة محفوظة 18 أغسطس 2020 على موقع واي باك مشين.
- تعرف على المرأة الإيرانية الملهمة لإزالة الحجاب نسخة محفوظة 4 مارس 2016 على موقع واي باك مشين. مجلة فوغ
- المرأة التي أخافت إيران بشعرها مراجعة الكتب من نيويورك تايمز